# Геологія Корейського півострова
Більша частина території Корейського півострова належить до східної периферії докембрійської Китайсько-Корейської платформи. В південній частині півострова між кристалічними масивами Кьонгі і Собек в півносхідному напрямку розташований Окчхонський прогин, що належить до байкальської складчастості. На крайньому північному сході розташована область верхньопалеозойської складчастості — корейська частина Тумангано-Суйфунської геосинклінальної системи.

## Геологічна будова Корейського півострова
Архейські породи фундаменту широко розвинені на північному заході та півдні, складаючи масиви Наннім, Кьонгі, Собек, а також ряд виступів фундаменту в межах Пхьоннамського прогину. Нижньопротерозойський комплекс осадово-метаморфічних утворень бере участь в будові складчастої зони Мачхолльон на північному сході країни. Внизу він представлений товщею гнейсів, граніто-гнейсів і амфіболітів, в середній частині — переважно мармурами з прошарками гнейсів і кристалічних сланців, а вгорі — кристалічними сланцями, кварцитами і мармурами. Загальна потужність комплексу досягає десятків тис. м. Породи нижньопротерозойського комплексу розвинені також на півночі країни (масив Кванмо). Тут же поширені нижньопротерозойські гнейсовані граніти, ортоамфіболіти і складнодиференційовані гранітоїди (від габро до гранітів). Із завершенням ранньопротерозойської складчастості почався платформний розвиток більшої частини території Кореї. Диференціальні рухи сприяли формуванню на фоні загального підняття прогинів (Пхьоннамський, Амнокканський, Хесан-Івонський, Окчхонський та ін.). Прогини виконані в основному верхньопротерозойськими мілководними, нижньопалеозойськими морськими і верхньопалеозойсько-нижньотріасовими морськими і континентальними осадовими формаціями. У основі платформного чохла Пхьоннамського прогину залягає серія пізньодокембрійських (рифейських) порід потужністю до 12 км, представлених кварцитами, хлоритовими сланцями, філітами, пісковиками і мармуризованими вапняками. Неузгоджено цю серію перекриває товща філітів, глинистих сланців, алевролітів, вапнякових пісковиків, гравелітів, кременистих і доломітових вапняків та вапняно-глинистих сланців з галькою. Потужність товщі 700–1380 м. Вище залягає товща кембро-ордовикських відкладів потужністю 2500-4000 м, складена морськими пісковиками, алевролітами, глинистими сланцями, які у верхніх частинах переходять в потужну пачку вапняків і доломітів.
Середньо-верхньокам'яновугільні відклади потужністю до 2500 м представлені пісковиками, алевролітами, вапняками, глинистими і кременистими сланцями. Вище по розрізу неузгоджено залягає верхньопалеозойсько-нижньотріасова серія морських карбонатних порід, які переходять у континентальні осадові формації. У основі платформного розрізу Амнокканського і Хесан-Івонського прогинів пізньодокембрійські кварцити, хлоритові, хлорит-серицитові і глинисті сланці, вапняки і доломіт. Потужність їх в Амнокканському прогині 2000–2800 м. Окчхонський прогин складений пізньодокембрійськими філітами, слюдистими сланцями, кварцитами, пісковиками, роговообманковими сланцями, Тумангано-Суйфунська складчаста зона — геосинклінальними верхньокам'яновугільно-пермськими відкладами, з чергуванням пісковиків, алевролітів, глинистих сланців, конґломератів, діабазових і андезитових порфіритів, кварцових порфіритів з прошарками вапняків. У період мезозойсько-кайнозойської тектоно-магматичної активізації утворилися численні скидові западини (Канге, Кильччу-Мьончхон, Хесан-Чанпхорі та ін.), а на південно-східній околиці півостроваова — Цусімський прогин. Відклади западин представлені пісковиками, алевролітами, сланцями, конґломератами, прошарками вугілля. У розрізах деяких западин переважають порфірити, ріоліти, туфогенні породи. Цусімський прогин складений пісковиками, глинистими сланцями, конґломератами, мергелями, туфами, порфіритами.
Кінець мезозою — початок кайнозою характеризується формуванням покривів кислих і середніх ефузивів. Кайнозойські утворення представлені породами різноманітного генезису. Особливо широко розвинені вулканічні гірські породи пліоцен-четвертинної доби і четвертинні пухкі відклади. На території Кореї відомі численні різновікові вияви інтрузивного магматизму.